# Mechanitis mopsus
Mechanitis mopsus är en fjärilsart som beskrevs av Carl von Linné 1758. Mechanitis mopsus ingår i släktet Mechanitis och familjen praktfjärilar. Inga underarter finns listade i Catalogue of Life.